# جزایر ساموآ
جزایر ساموآ (انگلیسی: Samoan Islands) یک مجمع‌الجزایر متعلق به کشور ساموآ و ساموآی آمریکا است.
این جزایر که شامل ۱۷ جزیره می‌باشد در اقیانوس آرام قرار دارند و دارای ۲۴۹٬۸۳۹ نفر جمعیت و ۳٬۰۳۰ کیلومتر مربع مساحت است.

## نگارخانه

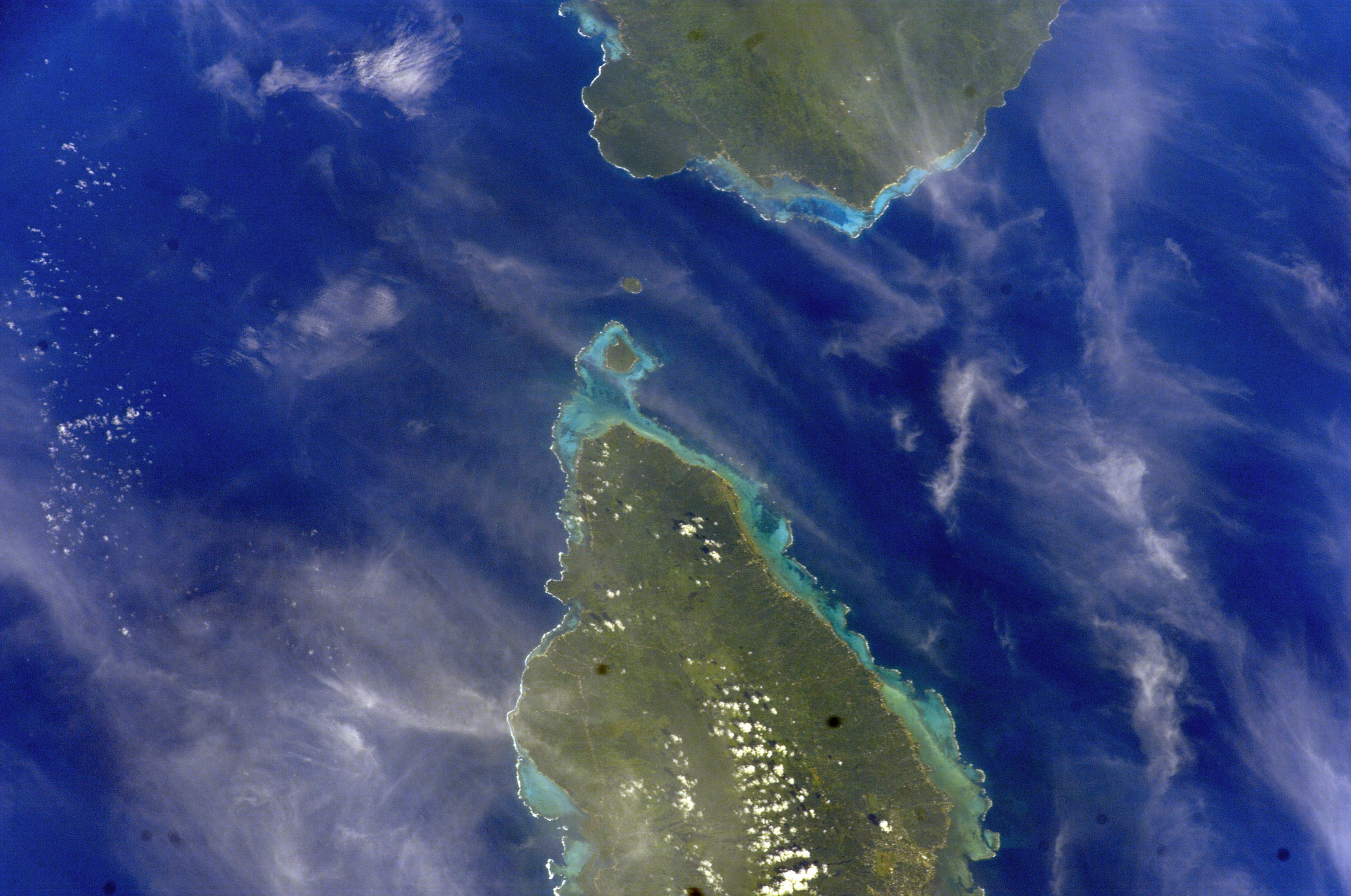
Upolu (پایین) و Savai'i (بالا) به‌همراه Manono Island و Apolima
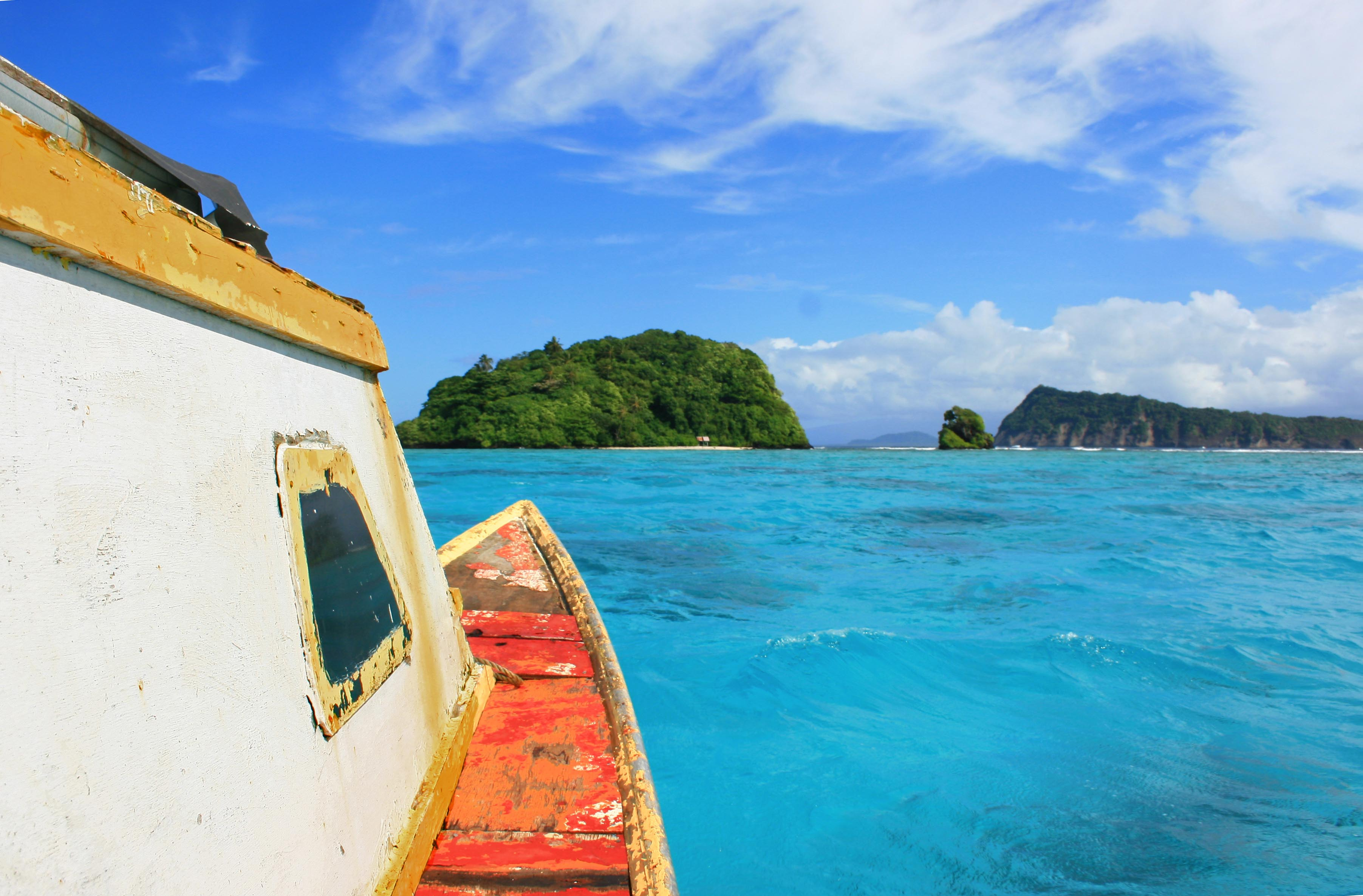
Nu'ulopa جزیره (چپ) به‌همراه Apolima island (راست)
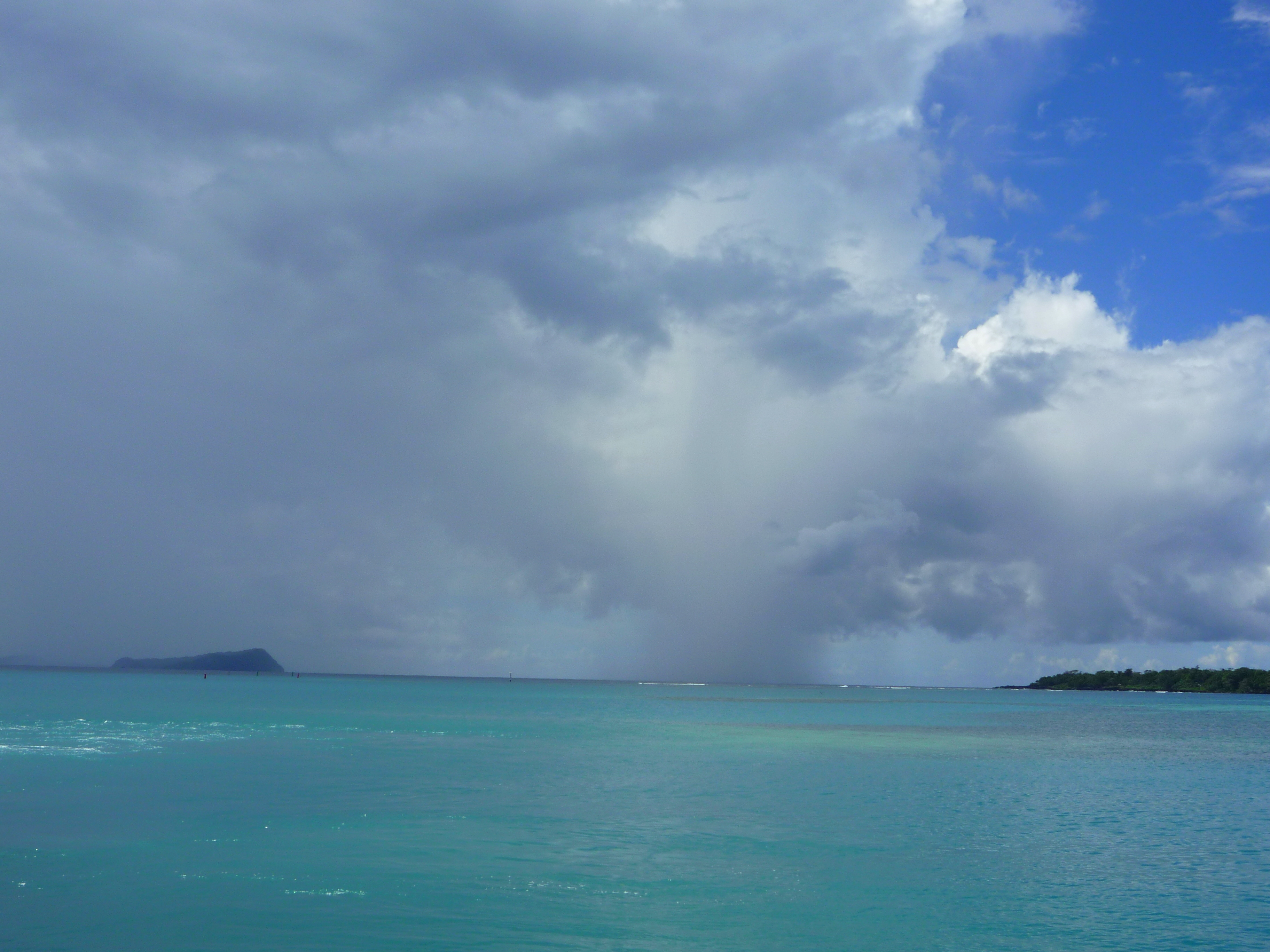
جزیره Apolima (چپ) و Apolima Strait
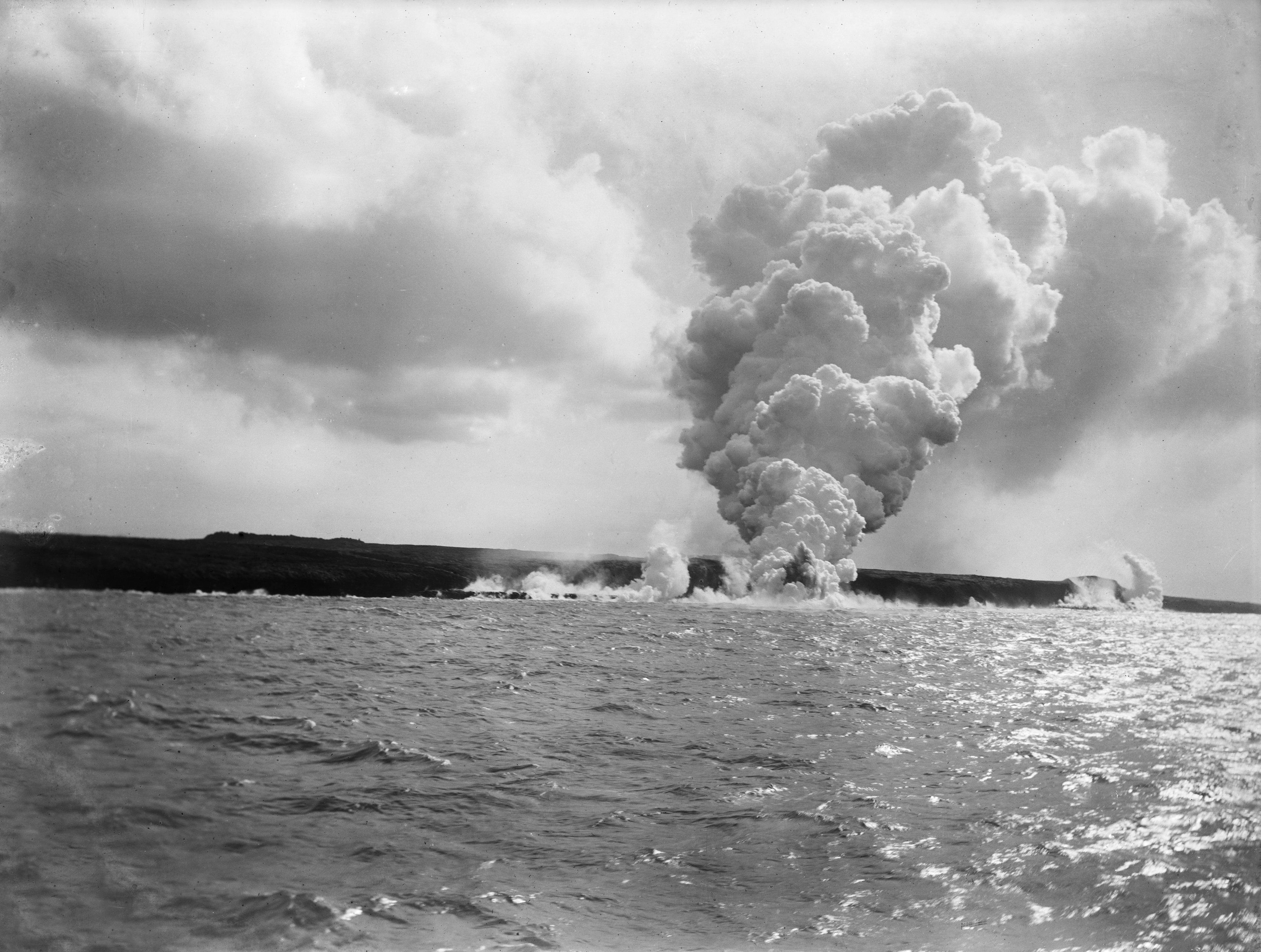
Mt Matavanu volcanic eruption on Savai'i island, 1905
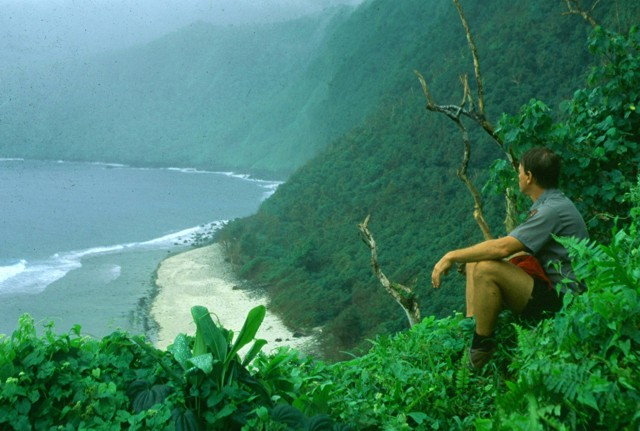
جزیره  Ta'u
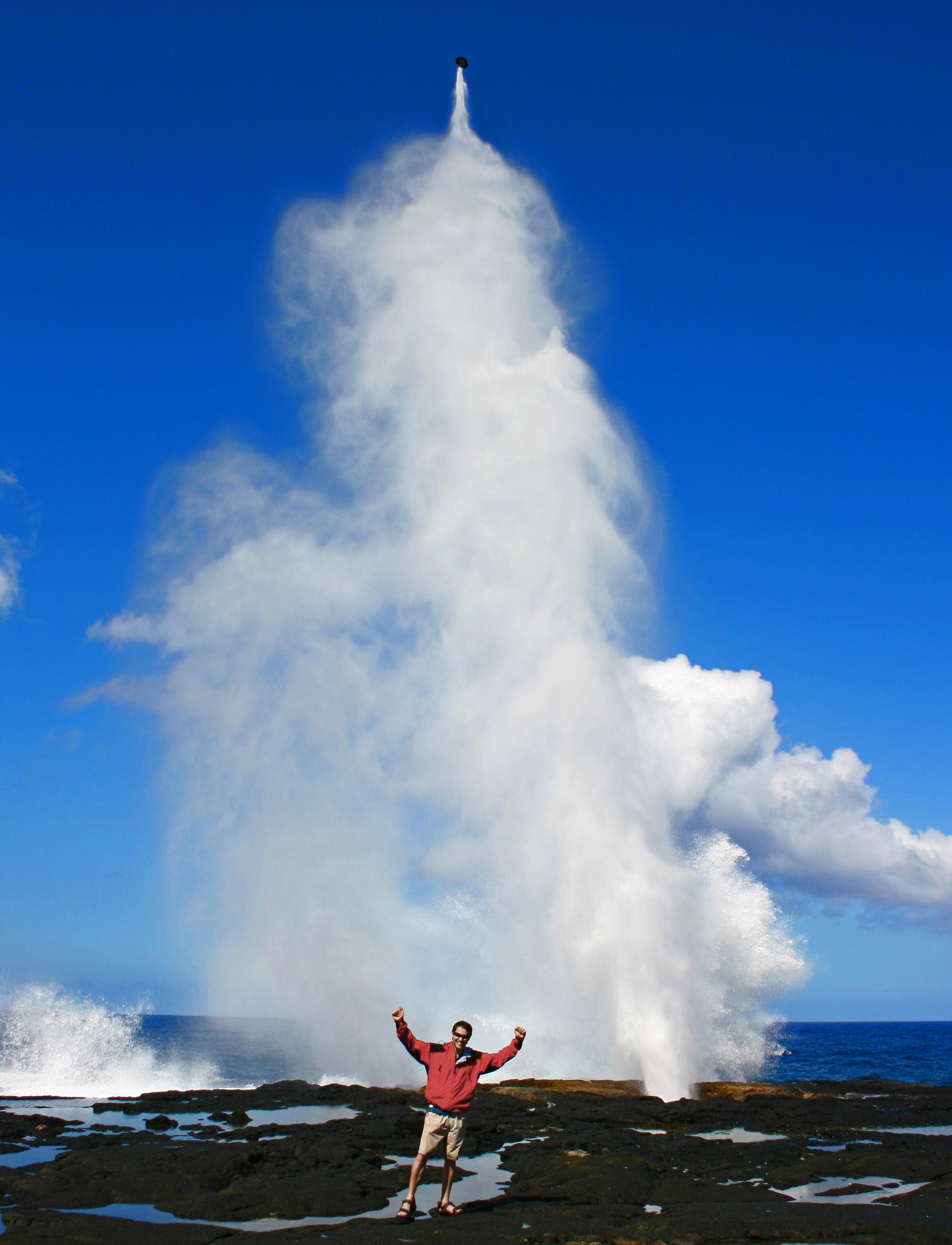
Alofa'aga blowholes on Savai'i, a result of the island's volcanic origins.
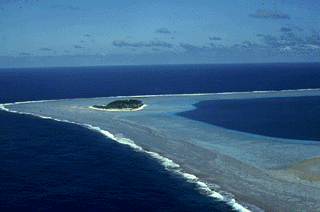
آب‌سنگ حلقوی رز در ساموآی آمریکا.
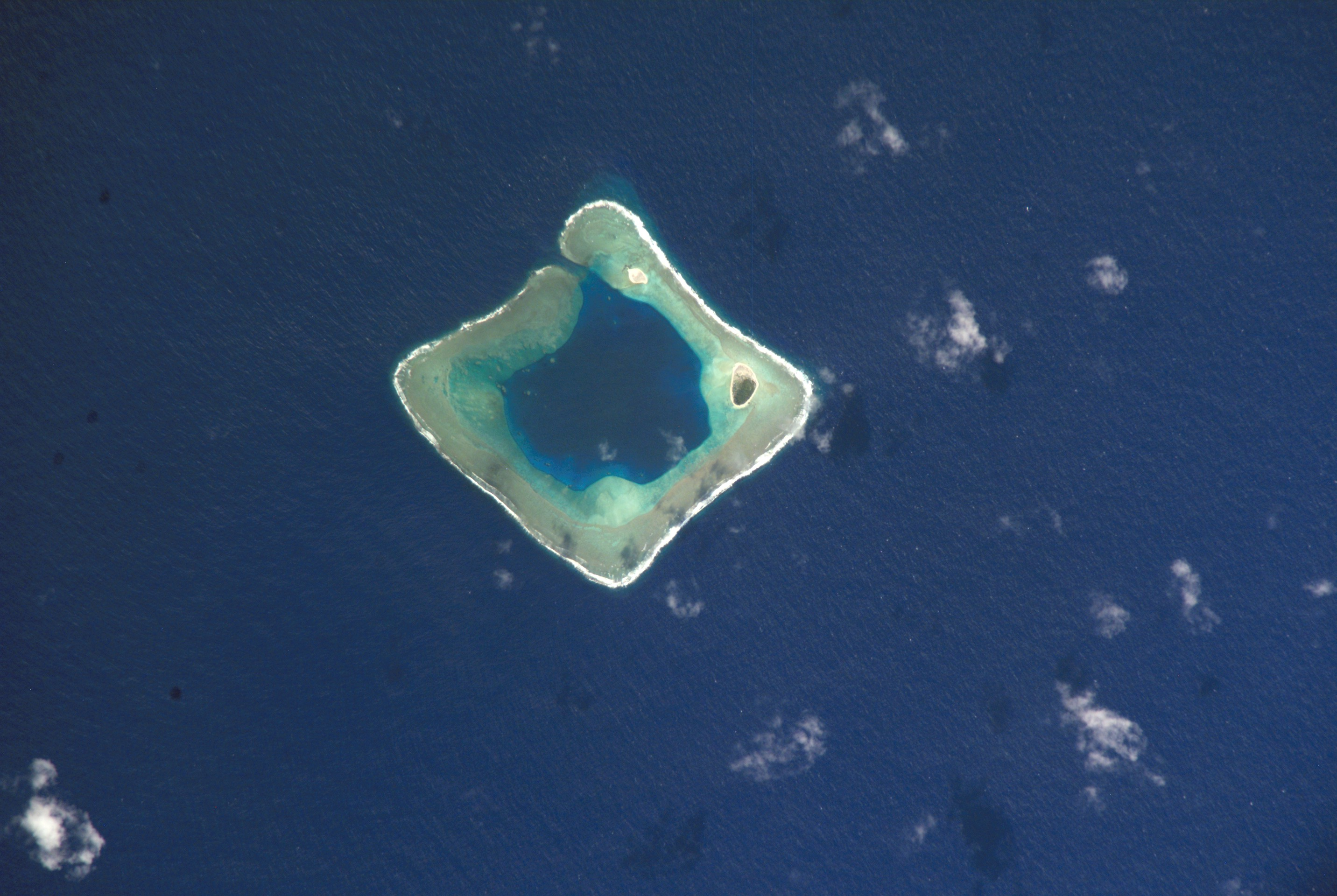
Rose atoll, from space, (NASA photo).
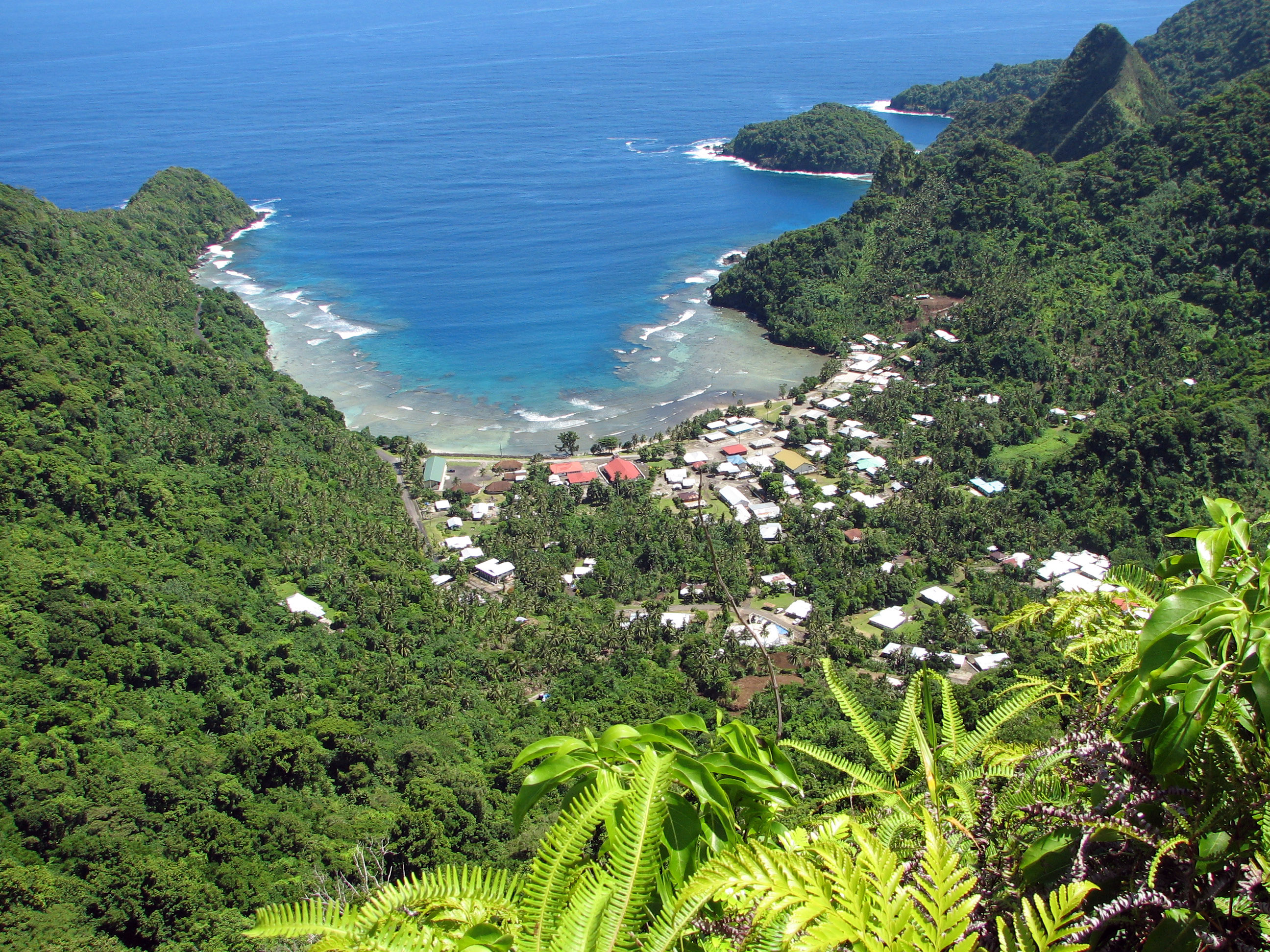
روستای آفونو،  توتوئیلا
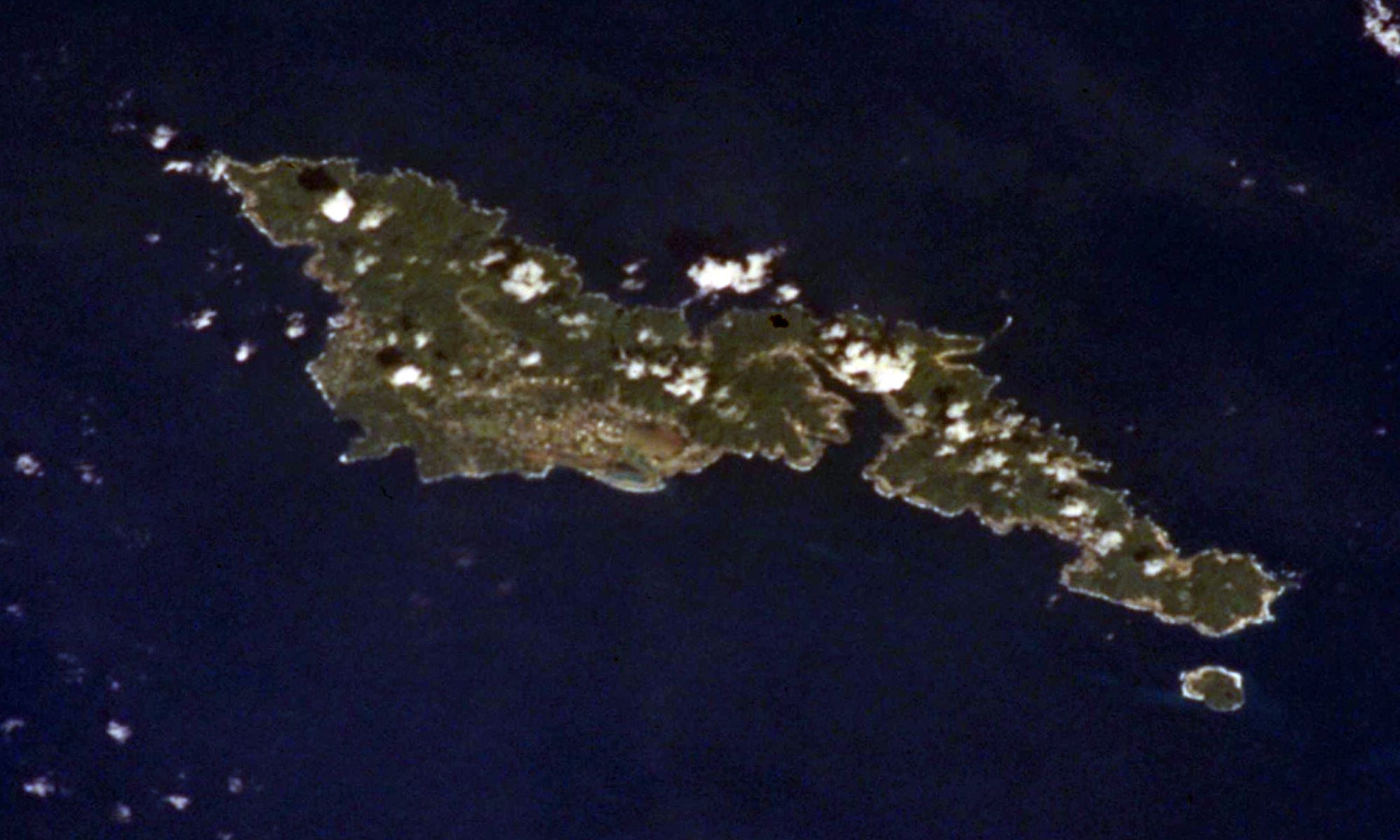
توتوئیلا از فضا.
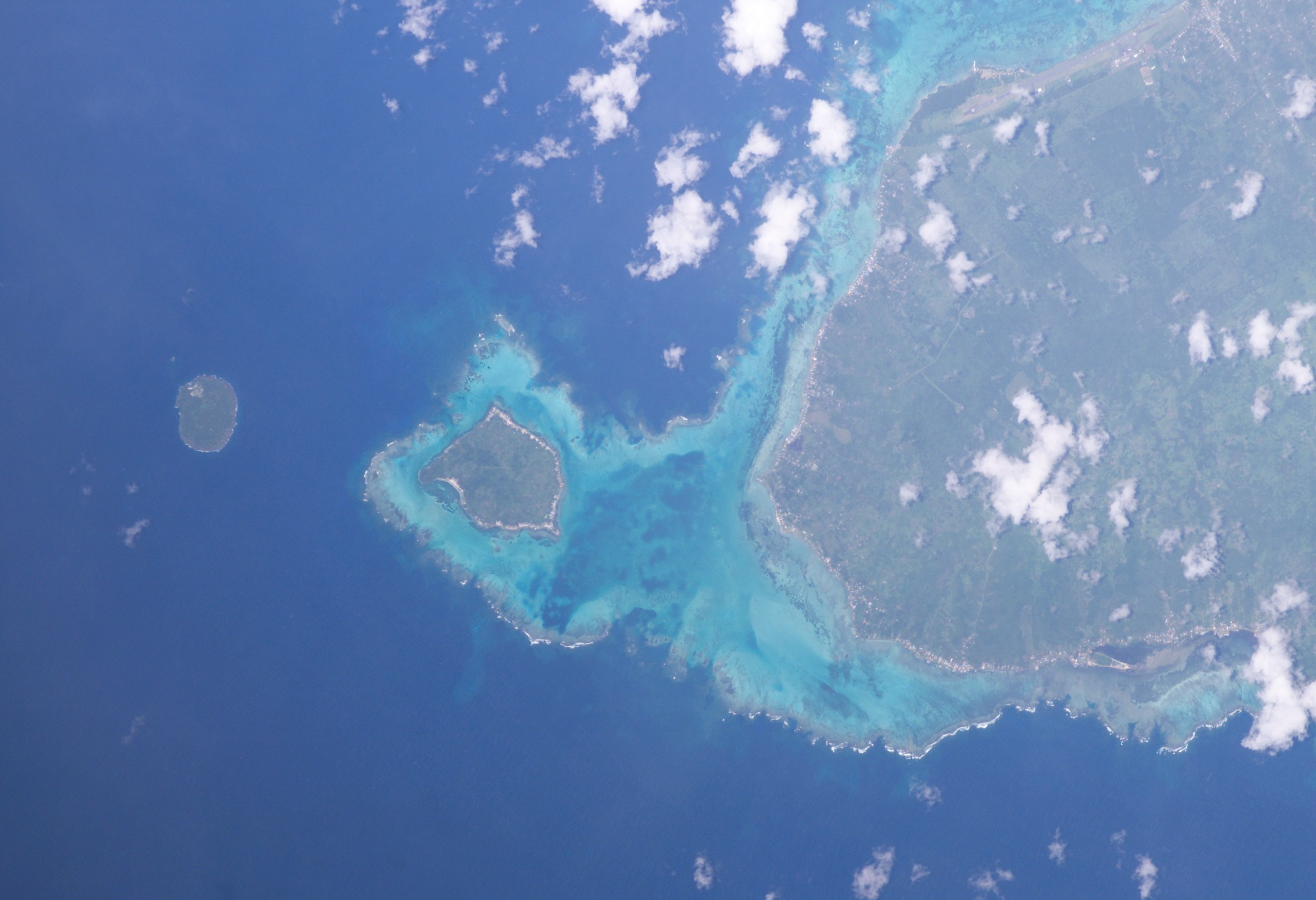
Manono Island (مرکز), Apolima (چپ), Upolu (راست) در ساموآ
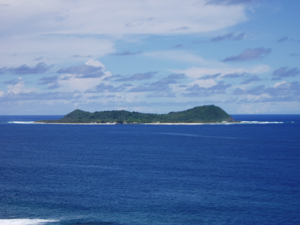
آئونو
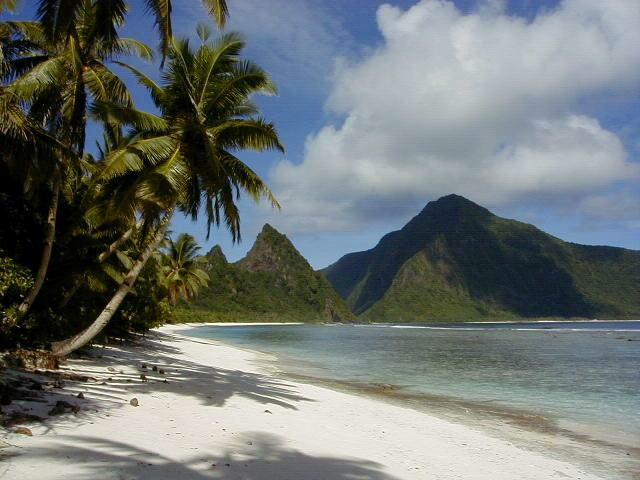
اوفو-اولوسگا
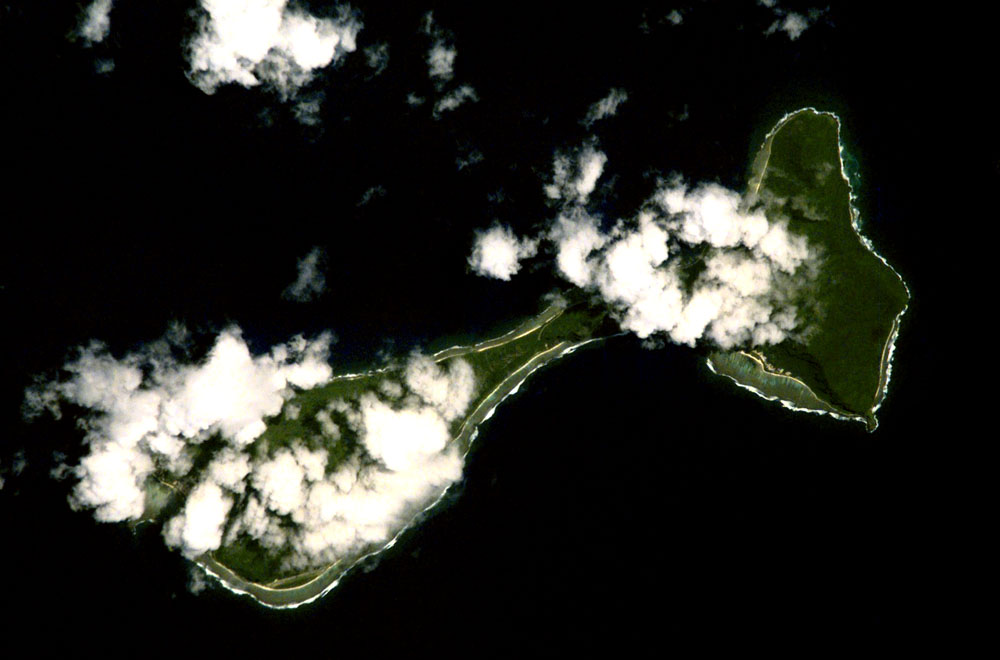
اوفو-اولوسگا از فضا
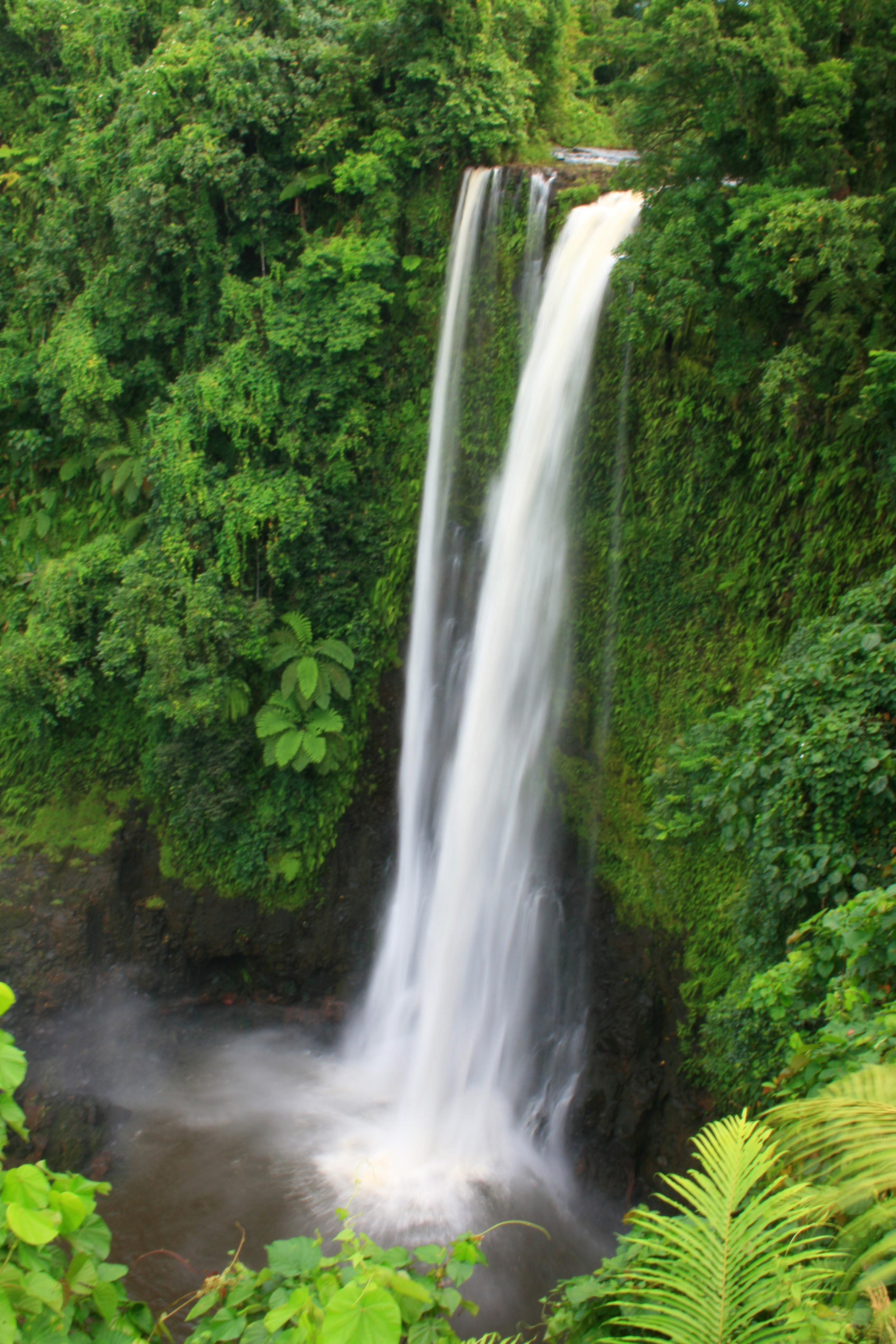